# Islandia na Letnich Igrzyskach Olimpijskich 1972
Letnie Igrzyska Olimpijskie 1972 były dziesiątymi w historii Islandii igrzyskami olimpijskimi. Żadnemu zawodnikowi nie udało się zdobyć medalu.

## Skład reprezentacji

### Lekkoatletyka

#### Konkurencje biegowe

##### Mężczyźni
| Zawodnik               | Konkurencja   | Eliminacje | Eliminacje | Ćwierćfinały | Ćwierćfinały | Półfinały | Półfinały | Finał | Finał   | Źródło |
| Zawodnik               | Konkurencja   | Czas       | Pozycja    | Czas         | Pozycja      | Czas      | Pozycja   | Czas  | Pozycja | Źródło |
| ---------------------- | ------------- | ---------- | ---------- | ------------ | ------------ | --------- | --------- | ----- | ------- | ------ |
| Bjarni Stefánsson      | Bieg na 100 m | 10.99      | 6.         | NQ           | NQ           | NQ        | NQ        | NQ    | NQ      | [ 1 ]  |
| Bjarni Stefánsson      | Bieg na 400 m | 46.76      | 5. q       | 46.92        | 6.           | NQ        | NQ        | NQ    | NQ      | [ 2 ]  |
| Þorsteinn Þorsteinsson | Bieg na 800 m | 1:50.8     | 6.         | Nie dotyczy  | Nie dotyczy  | NQ        | NQ        | NQ    | NQ      | [ 3 ]  |

#### Konkurencje techniczne

##### Mężczyźni
| Zawodnik              | Konkurencja  | Eliminacje | Eliminacje | Finał | Finał   | Źródło |
| Zawodnik              | Konkurencja  | Wynik      | Pozycja    | Wynik | Pozycja | Źródło |
| --------------------- | ------------ | ---------- | ---------- | ----- | ------- | ------ |
| Erlendur Valdimarsson | Rzut dyskiem | 55,38 m    | 23.        | NQ    | NQ      | [ 4 ]  |

##### Kobiety
| Zawodnik          | Konkurencja | Eliminacje | Eliminacje | Finał | Finał   | Źródło |
| Zawodnik          | Konkurencja | Wynik      | Pozycja    | Wynik | Pozycja | Źródło |
| ----------------- | ----------- | ---------- | ---------- | ----- | ------- | ------ |
| Lára Sveinsdóttir | Skok wzwyż  | 1,60 m     | 37.        | NQ    | NQ      | [ 6 ]  |

### Piłka ręczna
| Zawodnik         | Faza grupowa     | Faza grupowa           | Faza grupowa     | Faza grupowa                       | Faza grupowa | Druga faza grupowa | Druga faza grupowa | Druga faza grupowa | Druga faza grupowa                 | Druga faza grupowa | Mecze o miejsca 9.- 12. | Mecze o miejsca 9.- 12. | Pozycja | Źródło |
| Zawodnik         | Przeciwnik Wynik | Przeciwnik Wynik       | Przeciwnik Wynik | Punkty Bilans meczów Bilans bramek | Pozycja      | Przeciwnik Wynik   | Przeciwnik Wynik   | Przeciwnik Wynik   | Punkty Bilans meczów Bilans bramek | Pozycja            | Przeciwnik Wynik        | Przeciwnik Wynik        | Pozycja | Źródło |
| ---------------- | ---------------- | ---------------------- | ---------------- | ---------------------------------- | ------------ | ------------------ | ------------------ | ------------------ | ---------------------------------- | ------------------ | ----------------------- | ----------------------- | ------- | ------ |
| drużyna mężczyzn | NRD P 11-16      | Czechosłowacja R 19-19 | Tunezja Z 27-16  | 3 pkt 1-1-1 57:51                  | 3.           | NQ                 | NQ                 | NQ                 | NQ                                 | NQ                 | Polska P 17-20          | Japonia P 18-19         | 12.     | [ 7 ]  |

#### Skład
- Ágúst Ögmundsson
- Axel Axelsson
- Birgir Finnbogason
- Björgvin Björgvinsson
- Geir Hallsteinsson
- Gunnsteinn Skúlason
- Hjalti Einarsson
- Jón Magnússon
- Ólafur Benediktsson
- Ólafur Jónsson
- Sigurbergur Sigsteinsson
- Sigurður Einarsson
- Stefán Gunnarsson
- Stefán Jónsson
- Viðar Sínonarson

#### Mecze
| Faza                    | Data i miejsce        | Przeciwnik     | Wynik | Bramki dla Islandii |
| ----------------------- | --------------------- | -------------- | ----- | --- |
| Pierwsza faza grupowa   | 30.08.1972, Augsburg  | NRD            | 16:11 | Ó. Jónsson – 2 S. Gunnarsson – 2 G. Hallsteinsson – 2 J. Magnússon – 2 B. Björgvinsson – 1 S. Sigsteinsson – 1 S. Einarsson – 1                |
| Pierwsza faza grupowa   | 01.09.1972, Ulm       | Czechosłowacja | 19:19 | B. Björgvinsson – 5 A. Axelsson – 4 G. Hallsteinsson – 3 V. Sínonarson – 2 Ó. Jónsson – 2 G. Skúlason – 1 S. Sigsteinsson – 1 J. Magnússon – 1 |
| Pierwsza faza grupowa   | 03.09.1972, Göppingen | Tunezja        | 27:16 | J. Magnússon – 7 G. Hallsteinsson – 6 A. Axelsson – 4 G. Skúlason – 3 B. Björgvinsson – 3 V. Sínonarson – 2 S. Sigsteinsson – 1 Ó. Jónsson – 2 |
| Mecze o miejsca 9.- 12. | 07.09.1972, Monachium | Polska         | 20:17 | J. Magnússon – 6 Ó. Jónsson – 3 A. Axelsson – 3 G. Skúlason – 2 G. Hallsteinsson – 2 B. Björgvinsson – 1                                       |
| Mecze o miejsca 9.- 12. | 09.09.1972, Monachium | Japonia        | 18:19 | G. Hallsteinsson – 7 J. Magnússon – 5 B. Björgvinsson – 2 G. Skúlason – 1 S. Sigsteinsson – 1 Ó. Jónsson – 1 Á. Ögmundsson – 1                 |

### Pływanie

#### Mężczyźni
| Zawodnik            | Konkurencja             | Eliminacje | Eliminacje | Półfinały   | Półfinały   | Finał | Finał   | Źródło |
| Zawodnik            | Konkurencja             | Czas       | Pozycja    | Czas        | Pozycja     | Czas  | Pozycja | Źródło |
| ------------------- | ----------------------- | ---------- | ---------- | ----------- | ----------- | ----- | ------- | ------ |
| Finnur Garðarsson   | 100 m stylem dowolnym   | 55.53      | 6.         | NQ          | NQ          | NQ    | NQ      | [ 8 ]  |
| Finnur Garðarsson   | 200 m stylem dowolnym   | 2:08.88    | 8.         | Nie dotyczy | Nie dotyczy | NQ    | NQ      | [ 8 ]  |
| Friðrik Guðmundsson | 400 m stylem dowolnym   | 4:26.25    | 7.         | Nie dotyczy | Nie dotyczy | NQ    | NQ      | [ 9 ]  |
| Friðrik Guðmundsson | 1500 m stylem dowolnym  | 17:32.47   | 6.         | Nie dotyczy | Nie dotyczy | NQ    | NQ      | [ 9 ]  |
| Guðjón Guðmundsson  | 100 m stylem klasycznym | 1:11.11    | 8.         | NQ          | NQ          | NQ    | NQ      | [ 10 ] |
| Guðjón Guðmundsson  | 200 m stylem klasycznym | 2:32.40    | 4.         | Nie dotyczy | Nie dotyczy | NQ    | NQ      | [ 10 ] |
| Gudmunður Gíslason  | 200 m stylem zmiennym   | 2:20.00    | 5.         | Nie dotyczy | Nie dotyczy | NQ    | NQ      | [ 11 ] |
| Gudmunður Gíslason  | 400 m stylem zmiennym   | 5:03.54    | 7.         | Nie dotyczy | Nie dotyczy | NQ    | NQ      | [ 11 ] |

### Podnoszenie ciężarów

#### Mężczyźni
| Zawodnik             | Konkurencja    | Wyciskanie | Wyciskanie | Rwanie   | Rwanie  | Podrzut  | Podrzut | Suma     | Suma    | Źródło |
| Zawodnik             | Konkurencja    | Wynik      | Pozycja    | Wynik    | Pozycja | Wynik    | Pozycja | Wynik    | Pozycja | Źródło |
| -------------------- | -------------- | ---------- | ---------- | -------- | ------- | -------- | ------- | -------- | ------- | ------ |
| Guðmundur Sigurðsson | Waga półciężka | 142,5 kg   | 17.        | 135 kg   | 12.     | 177,5 kg | 11.     | 455 kg   | 13.     | [ 12 ] |
| Óskar Sigurpálsson   | Waga ciężka    | 177,5 kg   | 8.         | 117,5 kg | 23.     | 182,5 kg | 15.     | 477,5 kg | 19.     | [ 13 ] |